# Awraham Soetendorp

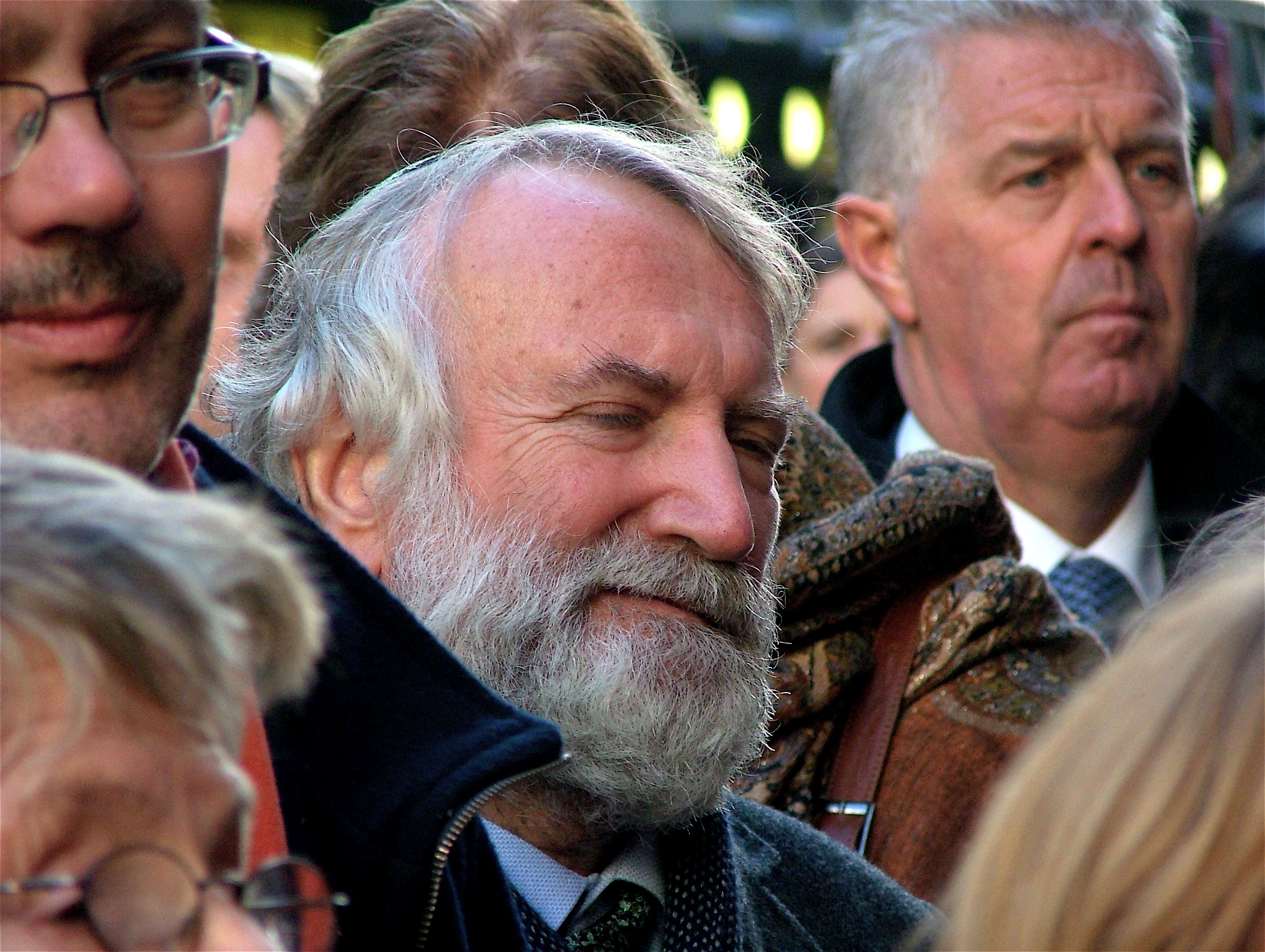
Rabbi Awraham Soetendorp

Awraham Shalom Soetendorp (* 16. Februar 1943 in Amsterdam) ist ein niederländischer Rabbiner des liberalen Judentums, der den Zweiten Weltkrieg als verstecktes Kind überlebte und mehrere soziale, ökologische und humanitäre Initiativen begründet hat.

## Leben
Awraham Soetendorp wurde 1943 im besetzten Amsterdam geboren und überlebte die Verfolgung der Nationalsozialisten bei Pflegeeltern als ein verstecktes Kind. Nach dem Krieg fand er seine leiblichen Eltern wieder und lebte von 1948 bis 1953 in Israel. Dann kehrte seine Familie in die Niederlande zurück, wo sein Vater, Rabbi Jacob Soetendorp, mehrere jüdische Gemeinden wiedererrichtete. Nach seiner Ausbildung am Leo Baeck College in London wurde Awraham Soetendorp 1967 als Rabbiner ordiniert und übernahm ein Jahr später die Leitung der liberalen jüdischen Gemeinde in Den Haag, die er bis zu seiner Pensionierung im Jahr 2008 innehatte. Von 2001 bis 2007 war er Präsident der Europäischen Sektion der World Union for Progressive Judaism, dem Dachverband der progressiven, liberalen und reformierten jüdischen Gemeinden in Europa. Soetendorp ist verheiratet, hat zwei Töchter und sechs Enkelkinder.

## Gesellschaftliches Engagement
1970 gründete Soetendorp ein niederländisches Solidaritätskomitee für die Juden in der Sowjetunion, das er bis zum Zerfall des Sowjetreiches leitete.
In den 1990er Jahren leitete er das Global Forum of Spiritual and Parliamentary Leaders on Human Survival, auf dessen Treffen im Jahr 1993 in Kyōto auf Anregung von Michail Gorbatschow das Internationale Grüne Kreuz gegründet wurde. Soetendorp übernahm den Vorsitz der niederländischen Sektion und wurde in den Ehrenvorstand der internationalen Organisation gewählt.
Zusammen mit dem Earth Council initiierte das Internationale Grüne Kreuz die weltweiten zivilgesellschaftlichen Konsultationen zur Formulierung der Erd-Charta, einer universellen Erklärung grundlegender ethischer Grundsätze für eine nachhaltige Entwicklung. Soetendorp moderierte den ersten internationalen Erd-Charta Workshop in Den Haag im Jahr 1995 und wurde im Jahr 2000 in die Erd-Charta Kommission, dem damaligen Leitungsgremium der Erd-Charta Initiative berufen. Zurzeit leitet Soetendorp die internationale Erd-Charta-Arbeitsgruppe zu Religion, Spiritualität und Ethik.
Infolge der ethnisch-religiösen Unruhen in den Niederlanden nach der Ermordung des Journalisten Theo van Gogh startete Soetendorp im Jahr 2006 das Schulprojekt des „Tag des Respekts“, in dessen Rahmen an Grundschulen verschiedene Programme zum Thema der kulturellen Identität stattfinden. Im Jahr 2010 beteiligten sich über 3.000 Schulen an dem Projekttag, der traditionell am 12. November stattfindet.
Awraham Soetendorp ist Gründungsmitglied der vom ehemaligen niederländischen Premierminister Ruud Lubbers eingerichteten Denkfabrik der Worldconnectors, Mitglied der Rabbis for Human Rights und Mitverfasser der Charter for Compassion.
Im Juni 2010 startete Rabbi Soetendorp das multimediale „Feder-Projekt“ zur Förderung der generationenübergreifenden Zusammenarbeit.
Unterstützt wird Rabbi Soetendorp vom Jacob Soetendorp Institut für Menschliche Werte, das er im Jahr 2001 zur Koordinierung seiner verschiedenen Projekte gründete.

## Interreligiöser Dialog
Rabbi Soetendorp ist in zahlreichen lokalen, nationalen und internationalen Initiativen zum interreligiösen Dialog aktiv, unter anderem:
- Der Islam-West Dialogue Community des Weltwirtschaftsforums in Davos,
- Dem European Council of Religious Leaders, der von Religions for Peace Europa einberufen wurde,
- Dem Board of Religious Leaders des Elijah Interfaith Institutes in Israel,
- Dem neu gegründeten Gathering of European Muslim and Jewish Leaders, das vom Jüdischen Weltkongress und der Foundation for Ethnic Understanding organisiert wird – hier ist Rabbi Soetendorp Mitglied im Koordinationsrat,
- Dem Weltkongress der Rabbiner und Imame für den Frieden, der von UNESCO und der in Paris ansässigen Organisation Hommes de Parole unterhalten wird,
- Dem Organisationskomitee der von Soetendorp begründeten „interweltanschaulichen“ Feierlichkeiten, die die Eröffnung des Sitzungsjahres des niederländischen Parlaments am Prinsjesdag – dem dritten Dienstag im September begleiten („Prinsjesdag Viering“).

## Ehrungen
- 1994: Hausorden von Oranien
- 2005: Peace-Builder Award der Alliance for Conflict Resolution and Prevention in Washington D.C., der ihm zusammen mit Imam Feisal Abdul Rauf verliehen wurde
- 2007: Goldmedaille „Frieden durch Dialog“ des Internationalen Rates der Christen und Juden
- 2008: Ehrenmedaille der Stadt Den Haag sowie James Park Morton Interfaith Award des Interfaith Centers of New York

## Vorträge
- 1999: Parlament der Religionen der Welt, Kapstadt
- 2000: Millennium World Peace Summit of Religious and Spiritual Leaders, Vereinte Nationen, New York
- 2002: Earth Dialogues, Lyon
- 2004: Parlament der Religionen der Welt, Barcelona
- 2005: Evangelischer Kirchentag, Hannover.
- 2007: Evangelischer Kirchentag, Köln, zentrale Veranstaltung zum Thema „Die Macht der Würde“ mit Desmond Tutu und anderen internationalen Rednern
- 2009: TEDxAmsterdam, Amsterdam

## Internationale Veröffentlichungen
- A Prophetic Time Path. Gemeinsamer Beitrag mit Imam Feisal Abdul Rauf, In: Justitia et Pax.[11] Den Haag 2005, S. 16–17.
- To Avert the Day of Destruction. (PDF; 101 kB) In: Peter Blaze Corcoran (Hrsg.): Toward A Sustainable World - The Earth Charter in Action. Amsterdam 2005, ISBN 90-6832-177-3, S. 58–60.
- Die Versöhnung einer schmerzvollen Vergangenheit mit einer hoffnungsvollen Zukunft. Gemeinsamer Beitrag mit SKH Prinz Hassan bin Talal von Jordanien, In: Christoph Quarch et al. (Hrsg.): Die Macht der Würde – Globalisierung Neu Denken. Gütersloh 2007, ISBN 978-3-579-06970-8, S. 97–101.
- Ein Rat des Gewissens für eine weltweite Partnerschaft. In: Christoph Quarch et al. (Hrsg.): Die Macht der Würde - Globalisierung Neu Denken. Gütersloh 2007, ISBN 978-3-579-06970-8, S. 83–96.
- Eine Melodie der Seele. In: Christoph Quarch (Hrsg.): Unsere Welt ist heilig – Auf dem Weg in eine globale Spiritualität. Freiburg 2009, ISBN 978-3-451-32661-5, S. 132–142.
- Restoring Compassion. Interview mit Rabbi Soetendorp, SGI Quarterly, Juli 2010.
- Retrieving G-d’s Hidden Light – A Global Partnership is Emerging. In: Huffington Post. 15. August 2010.